# 峯村リエ
峯村 リエ（みねむら りえ、本名；鈴木 りえ、1964年3月24日 - ）は、日本の女優。ナイロン100℃及びシス・カンパニー所属。東京都吉祥寺出身。身長173cm。血液型はA型。

## 来歴
幼少期、芝居好きの母親の影響を受けた。「小さいころから新劇や小劇団の芝居を見に連れていかれてました。『はなれ瞽女おりん』を見たときには、小学校1年生ぐらいだったので、意味がわからず、男性の局部を切るシーンに、“なんで?”と大きな声で聞いたら、ものすごく怒られたことを覚えています（笑）」と当時を述懐している。
173cmと長身。高校生まで水泳を続け、自由形選手で東京都大会に出場。高校時代に女子プロレスのビューティ・ペアの試合を観戦した際に、スカウトされた経験がある。「男の人に“君、いい身体しているね”と声をかけられ、スカウトされそうになったけど、“私、闘争心がないんです”と答えたら、“ダメだな”とあきらめてくれました。いまも格闘技は見るのが好きで、WWEとか見ています」と後に語っている。
高校卒業後、俳優養成所『五月舎』の演出部に入所。そこで出会った犬山イヌコに誘われ、劇団健康第二回公演の舞台に立つも、一旦は劇団「ザ・スーパーカムパニィ」に入団。その後1989年からは劇団健康に参加。解散後にKERAが立ち上げたナイロン100℃結成に参加。現在に至る。
若手時代はいつかは市井で普通に働くのだろうと思っていたが、ある日、事務員の求人広告を見たら、28歳以下、30歳以下などという年齢制限を自分が超えてしまっていた。そこから、役者に本腰を入れようと思い直した。
堤幸彦作品には多く起用されている。「映像は、憧れの世界で、小劇場の人間が、足を踏み入れてはいけないと思っていました。それが、“大河”や“民王”をやってから、意識が変わり、演じることはみんな一緒だと思えるようになりました」と振り返っている。
事務所はオフィススリーアイズを経て、2010年8月よりシス・カンパニーに所属している。

## 人物
- NHK大河ドラマ『真田丸』で、“なりませぬ”の決めゼリフと“ヒール”なお局キャラで注目された女優である。これがきっかけでバラエティ番組への出演も増え、2017年の取材では「いまでも、（スタッフには）必ず“なりませぬ”を言ってください、と言われますね。抵抗？ 楽しんで言っちゃいます（笑）」と笑っている[6]。
- NHK土曜時代ドラマ『悦ちゃん』で姉・鶴代役で出演していることについては「“浅はかさ”が、（『真田丸』での）大蔵卿局（おおくらきょうのつぼね）と共通していると思います。でも、それが人間っぽいし、愛すべきところじゃないでしょうか」[6]。
- 睡眠は1日7時間取るのが普通であり、5時間を下回ると辛くなるという[3]。
- 酒は飲めば飲むほど頭がしっかりするので記憶が飛ぶことはない。家で飲むことがないので酒はあまり好きではないとしみじみと取材で回答したことがある[3]。
- 2017年の取材では、今後、演じてみたい役に“天璋院篤姫”の晩年を挙げた。「江戸幕府がなくなってから千駄ヶ谷に住んで、49歳で亡くなるまで自由を謳歌（おうか）していたそうです。晩年に初めて、自由な生活をして、楽しんだということを聞いて、面白いな、と思いました。当時の女性としては、ちょっと大柄だったことや、写真を見たら顔が、ちょっと怖い感じだったので、シンパシーを感じています。制約の多かった時代の女性たちが、どう生きてきたのか、興味があり、演じてみたいです」と話している[3]。

## 出演

### 舞台

#### 劇団健康
- 第2回公演「逆回転アワー～日本一アブナイお芝居～」（1986年3月21日 - 23日、新宿アシベホール）
- 第6回公演「カラフルメリィでオハヨ～いつもの軽い致命傷の朝～」（1988年8月24日 - 30日、下北沢ザ・スズナリ）
- 第8回公演「スマナイ。」（1989年7月20日-31日、新宿THEATER TOPSほか）
- 第2回番外実験公演「プチ天変地異」（1989年11月17日-19日、渋谷LA MAMA）
- 第9回公演「牛の人」（1990年3月15日 - 25日、下北沢ザ・スズナリ）
- 第10回公演「ボーイフレンド」（1990年8月24日 - 9月7日、新宿THEATER TOPS）
- 第11回公演「愛と死～LOVE&DEATH～」（1991年2月15日 - 17日、作：天久聖一/中川いさみ/山田花子/ケラリーノ・サンドロヴィッチ/健康、新宿スペースゼロ）
- 第12回公演「カラフルメリィでオハヨ ～いつも軽い致命傷の朝91～」（1991年7月17日 - 22日、本多劇場）
- 健康スペシャル・プロデュース公演「SUNDAY AFTERNOON」（1991年12月14日 - 25日、渋谷シードホール）
- 第15回公演「トーキョーあたり」（2005年8月7日 - 28日、作・演出：ケラリーノ・サンドロヴィッチ、下北沢・本多劇場）- 文子/赤茶背広 他

など計11本出演。

#### ナイロン100℃[5]
※特記のないものは 作・演出：ケラリーノ・サンドロヴィッチ
- 1st SESSION「インタラクティブテクノ活劇 予定外」（1993年8月、下北沢本多劇場）- コリー・ナイス
- 2nd SESSION「SLAPSTICKS」（1993年12月、新宿シアターTOPS）- ミンダ・ダーフィー
- 3rd SESSION「1979」（1994年5月 - 6月、新宿シアターアプル）- 坂井リカ
- Side SESSION #1「喜劇 箸の行方」（1994年7月、吉祥寺バウスシアター）
- 5th SESSION「ウチハソバヤジャナイ ～Version 100℃～」（1995年5月4日 - 14日、下北沢本多劇場）- 高野マチルダ
- 6th SESSION「4.A.M.」（1995年11月 - 12月／タイチ・演出によるアナザー・バージョンを含む、新宿シアターTOPS 他）
- Side SESSION SPECIAL「アリス・イン・アンダーグラウンド」（1996年3月、新宿スペース・ゼロ）
- 7th SESSION「下北ビートニクス」（1996年5月、大阪近鉄小劇場 他）- 原田
- 8th SESSION「フリドニア ～フリドニア日記 #1～」（1996年7 - 8月、新宿シアターTOPS）
- 9th SESSION「ノンストップサクセスストーリー ビフテキと暴走」（1996年9月 - 10月、青山円形劇場）
- 10th SESSION ANNIVERSARY「カラフルメリィでオハヨ '97 ～いつもの軽い致命傷の朝～」（1997年4月 - 5月、大阪近鉄小劇場 他）- 看護婦・上石
- 12th SESSION「ライフ・アフター・パンク・ロック 1980SUMMER」（1997年8月、下北沢ザ・スズナリ）
- 13th SESSION「フランケンシュタイン ～Version 100℃～」（1997年12月、原作：メアリー・シェリー、新宿SPACE ZERO）- インガ
- 14th SESSION「ザ・ガンビーズ・ショウ」（1998年2月 - 3月、作：KERA/宮藤官九郎/児島雄一（マギー）/故林広志/ブルースカイ、下北沢本多劇場 他）
- Side SESSION #6「Φ（ファイ）」（1998年6月 - 7月、中野ザ・ポケット）
- 15th SESSION「フローズン・ビーチ」（1998年8月、新宿 紀伊国屋ホール）- 千津
- Side SESSION SPECIAL「偶然の悪夢」（1998年10月、原作：ギュンター・アイヒ<放送劇「夢」>、青山円形劇場）- 老婦人/婦人/母/女1妻
- Side SESSION #7『イギリスメモリアルオーガニゼイション』（1998年10月、作・構成・演出・出演：大倉孝二/ブルースカイ/峯村リエ/村岡希美、代々木フジタヴァンテ）
- 16th SESSION「薔薇と大砲 ～フリドニア日記 #2～」（1999年3月 - 4月、新宿スペースゼロ）- エリセンダ
- 17th SESSION「テイク・ザ・マネー・アンド・ラン」（1999年9月 - 10月、下北沢本多劇場 他）- 姉
- 18th SESSION「テクノ・ベイビー ～アルジャーノン第二の冒険～」（1999年12月 - 2000年1月、下北沢本多劇場）- 今のアルジャーノンの母親
- 19th SESSION「絶望居士のためのコント」（2000年3月 - 4月、作：いとうせいこう、ブルースカイ、ケラリーノ・サンドロヴィッチ、別役実、新宿紀伊国屋ホール）
- 20th SESSION「ナイス・エイジ」（2000年9月、下北沢本多劇場）- 廻澄代
- 21st SESSION「すべての犬は天国へ行く」（2001年4月、下北沢本多劇場）- エリセンダ
- 23rd SESSION「フローズン・ビーチ(再演)」（2002年7月 - 8月、新宿紀伊国屋ホール 他）- 千津
- 24th SESSION「東京のSF」（2002年12月、新宿シアターアプル）- インガ、ヒグラシ（局長の妻）
- ホリプロ×ナイロン100℃ SPECIAL SESSION「ドント・トラスト・オーバー30」（2003年5月 - 6月、青山劇場 他）- メグミの母/堅部社長
- 28th SESSION「カラフルメリィでオハヨ ～いつもの軽い致命傷の朝～」（2006年4月 - 5月、下北沢本多劇場 他）- 利江（母）/写真部員
- 29th SESSION「ナイス・エイジ（再演））」（2006年12月、世田谷パブリックシアター）- 廻澄代
- 31st SESSION「わが闇」（2007年12月 - 2008年1月、下北沢本多劇場 他）- 守口艶子
- 32nd SESSION 15years Anniversary「シャープさんフラットさん」（2008年9月 - 10月、下北沢本多劇場）- 赤坂弥生（ブラックチーム）
- 33rd SESSION「神様とその他の変種」（2009年4月 - 5月、下北沢本多劇場 他）- 女1（サトウケンタロウの母親）
- 35th SESSION「2番目、或いは3番目」（2010年6月 - 7月、下北沢本多劇場 他）- ダーラ
- 36th SESSION「黒い十人の女 ～version100℃～」（2011年5月 - 6月、原作：和田夏十、青山円形劇場）- 風市子
- Side SESSION #11「持ち主、登場」（2012年2月、作・演出・出演：大倉孝二/峯村リエ/村岡希美/KENTARO!!/ブルースカイ、CBGKシブゲキ!!）
- 38th SESSION「百年の秘密」（2012年4月 - 6月、下北沢本多劇場 他）- コナ・アーネット
- 40th SESSION「わが闇（再演）」（2013年6月 - 7月、下北沢本多劇場 他）- 守口艶子
- 42nd SESSION「社長吸血記」（2014年9月 - 11月、下北沢本多劇場 他）- マサヨ(曲の姉)、女1(山田千津)
- 44th SESSION「ちょっと、まってください」（2017年11 - 12月、下北沢本多劇場 他）- 女5（金持ちの娘）
- 45th SESSION「百年の秘密」（2018年4月 - 5月、下北沢本多劇場 他）- コナ・アーネット
- 47th SESSION「イモンドの勝負」（2021年11月 - 12月、下北沢本多劇場 他）- タモツの母親 他
- 49th SESSION「江戸時代の思い出」（2024年6月 - 8月、下北沢本多劇場 他）[7]

#### 外部公演
- ハイレグ・ジーザス「Baby、五臓六腑にしみわたるのさ」（2001年2月21日- 27日、作・演出：河原雅彦、駅前劇場）
- R・U・Pプロデュース「世にも素敵なネバーエンディングストーリー」（2001年9月22日 - 10月8日、作・演出：河原雅彦、近鉄小劇場）
- 大人計画 ウーマンリブvol.6「キラークイーン666」（2001年10月19日 - 25日、作・演出：宮藤官九郎、新宿シアターアプル）
- THE SHAMPOO HAT「女の足の裏」（2002年4月2日 - 7日、作・演出：赤堀雅秋、下北沢ザ・スズナリ）
- パルコ キューブ「SLAPSTICKS」（2003年1月31日 - 3月2日、作・演出：ケラリーノ・サンドロヴィッチ、パルコ劇場,・シアタードラマシティ）
- ワルプルギスの音楽劇 「FAUST ファウスト」（2004年3月、原作：ゲーテ、構成・演出：白井晃、世田谷パブリックシアター）
- 「真夏の夜の夢」（2004年5月30日 - 6月12日、作：ウィリアム・シェイクスピア、演出：木野花、東京グローブ座）
- Me & Her コーポレーション「イット・ランズ・イン・ザ・ファミリー 〜パパと呼ばないで！〜」（2004年7月8日 - 8月8日、作：レイ・クーニー、演出：山田和也、ルテアトル銀座 他）
- NODA・MAP 第10回公演「走れメルス −少女の唇からはダイナマイト！−」（2004年12月3日 - 2005年1月30日、作・演出：野田秀樹、Bunkamura シアターコクーン 他）- 桐島年江
- Cherry Bonbers project「Cherry Bombers Strikes Back」（2005年10月19日 - 23日、作・演出：長田奈麻、笹塚ファクトリー）
- KARACOMPLEX 「調教師」（2005年11月5日 - 20日、作：唐十郎、演出：内藤裕敬、Bunkamuraシアターコクーン）
- 阿佐ヶ谷スパイダース「桜飛沫」（2006年2月10日 - 19日、作・演出：長塚圭史、世田谷パブリックシアター 他）
- 阿佐ヶ谷スパイダース「アジアの女」（2006年9月28日 - 10月15日、作・演出：長塚圭史、新国立劇場・小劇場 他）- 鳥居
- Me & Her コーポレーション「えっと、おいらは誰だっけ？」（2007年1月24日 - 2月8日、作：マイケル・クーニー、演出：綾田俊樹、青山円形劇場 他）
- メルシィ！ 僕ぅ？（2007年6月26日 - 7月5日、作：フランシス・ヴェベール、上演台本：白川ヒロ、演出：渡邉光男、東京グローブ座 他）
- FABRICA[12.0.1]（2007年10月4日 - 14日、脚本：高井浩子、演出：本広克行、新宿シアタートップス）
- 劇団ダンダンブエノ七味公演「ハイ！ミラクルズ」（2008年7月、作：福原充則、演出：近藤芳正、青山円形劇場 他）
- 大人計画 ウーマンリブvol.11「七人は僕の恋人」（2008年11月8日 - 12月7日、作・演出：宮藤官九郎、下北沢本多劇場 他）
- 真心一座 身も心も「流れ姉妹 たつことかつこ ～獣たちの夜～」（2009年2月、脚本：千葉雅子、演出：河原雅彦、下北沢本多劇場 他）- 日替わりゲスト
- 舞台「パッチギ!」（2009年12月4日 - 23日、脚本：羽原大介、総合演出：井筒和幸、舞台演出：茅野イサム、新国立劇場中劇場）- オモニ
- tpt「この雨 ふりやむとき」（2010年11月8日 - 10日、作：アンドリュー・ボヴェル、演出：鈴木裕美、東京芸術劇場小ホール2）
- 葛河思潮社「浮標」（2011年1月17日 - 23日、作：三好十郎、演出：長塚圭史、神奈川芸術劇場）
- 劇団鹿殺し 夏の女優祭り「岸家の夏」（2011年7月28日 - 8月7日、脚本：丸尾丸一郎、演出：菜月チョビ、青山円形劇場ほか）
- 「往転-オウテン」（2011年11月06日 - 20日、脚本：桑原裕子、演出：青木豪、シアタートラム）
- 騒音歌舞伎（ロックミュージカル）「ボクの四谷怪談」（2012年9月17日 - 10月14日、脚本・作詞：橋本治、演出：蜷川幸雄、Bunkamura シアターコクーン 他）
- 「祈りと怪物～ウィルヴィルの三姉妹」（2012年12月9日 - 30日、脚本・演出：ケラリーノ・サンドロヴィッチ、Bunkamura シアターコクーン 他）
- 「マシーン日記」（2013年3月14日 - 31日、作・演出：松尾スズキ、東京芸術劇場）
- 親族代表 THE LIVE vol.10 「第三次性徴期」（2013年8日 - 18日、演出：佐々木充郭、下北沢 ザ･スズナリ）
- ニッポンの河川 第6回公演「大きなものを破壊命令」（2014年3月1日 - 9日、脚本・演出：福原充則、東京芸術劇場 シアターイースト）
- シス・カンパニー「抜目のない未亡人」（2014年6月28日 - 7月31日、上演台本・演出：三谷幸喜、新国立劇場・中劇場）
- シス・カンパニー「鼬 （いたち）」（2014年12月1日 - 28日、作：真船豊、演出：長塚圭史、世田谷パブリックシアター）
- 「地獄のオルフェウス」（2015年5月7日 - 31日、作：テネシー・ウィリアムズ、演出：フィリップ・ブリーン、Bunkamura シアターコクーン 他）
- 「大逆走」（2015年10月9日 - 25日、作・演出：赤堀雅秋、Bunkamura シアターコクーン）
- ホリプロ「イニシュマン島のビリー」（2016年3月25日 - 4月10日、脚本：マーティン・マクドナー、演出：森新太郎、世田谷パブリックシアター）
- 月影番外地その５「どどめ雪」（2016年12月3日 - 12日、作：福原充則、演出：木野花、下北沢ザ・スズナリ）
- 「陥没」（2017年2月4日 - 3月6日、作・演出：ケラリーノ・サンドロヴィッチ、Bunkamura シアターコクーン 他） - 声の出演
- 「マリアの首－幻に長崎を想う曲－」（2017年5月10日 - 28日、作：田中千禾夫、演出：小川絵梨子、新国立劇場）
- 「プレイヤー」（2017年8月4日 - 27日、作：前川知大、演出：長塚圭史、Bunkamura シアターコクーン他)
- ONWARD presents 新感線☆RS「メタルマクベス」disc3 produced by TBS（2018年11月9日 - 12月31日、作：宮藤官九郎、演出：いのうえひでのり、IHI ステージアラウンド東京）
- 東宝「ブラッケンムーア～荒地の亡霊～」（2019年8月14日 - 27日、作：アレクシ・ケイ・キャンベル、演出：上村聡史、シアタークリエ 他）
- KAKUTA presents「往転（オウテン）」（2020年2月20日 - 3月1日、作・演出：桑原裕子、本多劇場）- 萩田宣子
- 「母を逃がす」（2020年5月7日 - 25日、作：松尾スズキ、演出：ノゾエ征爾、Bunkamura シアターコクーン）※コロナ禍により全公演中止
- 本多劇場グループnext「DISTANCE-TOUR-」（2020年8月5日 - 11日、企画・総合監修：川尻恵太・御笠ノ忠次、下北沢本多劇場）
- 明後日 asatte FORCE「わたしの茶の間 沢村貞子の言葉」（2020年10月13日、テキスト：「わたしの茶の間」、構成・演出：コイズミキョウコ、下北沢本多劇場）
- 明後日 asatte FORCE「ピエタ」リーディング（2020年10月18日、原作：大島真寿美、脚本：ペヤンヌマキ、演出：ペヤンヌマキ・小泉今日子、下北沢本多劇場）
- シス・カンパニー「ほんとうのハウンド警部」（2021年3月5日 - 31日、作：トム・ストッパード、演出：小川絵梨子、Bunkamura シアターコクーン）
- シス・カンパニー「ザ・ウェルキン」（2022年7月7日 - 31日、作：ルーシー・カークウッド、演出：加藤拓也、Bunkamura シアターコクーン 他）
- KERA CROSS 第5弾「骨と軽蔑」（2024年2月23日 - 4月7日、作・演出：ケラリーノ・サンドロヴィッチ、シアタークリエ 他）[8]
- 劇壇ガルバ「ミネムラさん」（2024年9月13日 - 23日、作：笠木泉・細川洋平・山崎元晴、演出：西本由香、新宿シアタートップス）[9]
- シス・カンパニー「桜の園」（2024年12月8日 - 1月26日、作：アントン・チェーホフ、上演台本・演出：ケラリーノ・サンドロヴィッチ、世田谷パブリックシアター 他）ワーリャ[10]
- シス・カンパニー「昭和から騒ぎ」（2025年5月25日 - 7月10日、作：ウィリアム・シェイクスピア、演出：三谷幸喜、世田谷パブリックシアター 他）[11][12]
- 「十二夜」（2025年10月17日 - 11月21日〈予定〉、作：ウィリアム・シェイクスピア、演出：森新太郎、東京グローブ座 他）- マルヴォーリオ[13]

#### 配信公演
- 「しりあがり寿PRESENTS 新春！（有）さるハゲロックフェスティバル‘21『未知との接触』」（2021年1月23日、企画：しりあがり寿・天野天街、LIVEMINE）

### 映画
- ケイゾク/映画 Beautiful Dreamer（2000年） - 今井夏紀
- ゴジラ・モスラ・キングギドラ 大怪獣総攻撃（2001年）- 中華街の女[1]
- 1980（2003年）- ヤヨイ
- 銀のエンゼル（2004年） - 木下純子
- 69 sixty nine（2004年） - フミ子先生
- いちばんきれいな水（2006年）
- 遠くの空に消えた（2007年）
- クワイエットルームにようこそ（2007年） - 看護師長
- ぐるりのこと。（2008年） - 生方圭子
- 歓喜の歌（2008年） - 佐久間礼子
- グミ・チョコレート・パイン（2008年） - タクオの母
- 築地魚河岸三代目（2008年） - 喫茶店「アルプス」のママさん
- 少林少女（2008年）
- TOKYO!（2008年）- 食器屋の店長
- 今度の日曜日に（2009年）
- それでも花は咲いていく（2011年）- 鰻屋の女
- くろねこルーシー（2012年）
- その夜の侍（2012年）
- ふがいない僕は空を見た（2012年） - 福田良太の母
- 超高速!参勤交代（2014年）- 鶴屋の女将
- 想いのこし（2014年）
- 映画 ビリギャル（2015年） - 森玲司の母
- HERO（2015年） - 並木佳津江
- 合葬（2015年）
- 超高速!参勤交代 リターンズ(2016年）- 鶴屋の女将
- スキャナー 記憶のカケラをよむ男（2016年） - 高柳久恵
- 海よりもまだ深く（2016年） - 夏実（良多の幼なじみ）
- リングサイド・ストーリー（2017年）
- 泥棒役者（2017年） - 米村真由美
- ハピネス（2017年）
- 家に帰ると妻が必ず死んだふりをしています。（2018年）- 茂木
- あなたの番です（2021年） - 赤池美里
- 犬も食わねどチャーリーは笑う（2022年）[14]
- ロストケア（2023年）[15]
- でっちあげ〜殺人教師と呼ばれた男（2025年） - 藤野公代[16]

### テレビドラマ

#### NHK
- 夏の日の恋〜Summer Time〜（2002年）
- 中学生日記 家路 後編（2006年）
- 行列48時間（2009年） - 橘夫人
- 高梨さん（2013年） - 永田さん
- 55歳からのハローライフ（2014年） - 今野
- 連続テレビ小説
  - まれ（2015年） - 沢葉子（沙耶の母）
  - エール（2020年） - 佐々木克子[17]
- 大河ドラマ
  - 真田丸（2016年） - 大蔵卿局
  - 青天を衝け（2021年） - 歌橋
- 鼠、江戸を疾る2（2016年） - お政
- 悦ちゃん〜昭和駄目パパ恋物語〜（2017年） - 大林鶴代
- アイアングランマ2（2018年） ‐ 仁科マキ江
- 怖い絵本「しびと」（2022年3月28日）
- 卒業タイムリミット（2022年4月4日 - 5月12日）- 柿本静江
- 仮想儀礼（2023年12月3日 - 2024年2月11日）- 藤田圭子[18]
- 藤子・F・不二雄 SF短編ドラマ シーズン2「3万3千平米」（2024年4月28日）[19]

#### 日本テレビ
- shin-D「亡霊劇場」（1997年）
- 怖い日曜日〜2000〜（2000年）
- 内田春菊の連続女優殺人事件「櫻井淳子編」（2002年）
- 新・夜逃げ屋本舗（2003年）
- ふたり 私たちが選んだ道（2003年）
- 光とともに…〜自閉症児を抱えて〜（2004年）
- マイ☆ボス マイ☆ヒーロー（2006年） - 芥川良美（教頭）
- セクシーボイスアンドロボ（2007年）
- 華麗なるスパイ（2009年） - ステファニー
- ダンダリン 労働基準監督官 第9話 （2013年）
- 崖っぷちホテル! 最終話（2018年） - ホテル・スィーヴルのスタッフ
- anone（2018年） - 鈴村刑務官
- 正義のセ（2018年） - 坂下美佐代
- あなたの番です（2019年） - 赤池美里
  - 劇場版公開記念!「あなたの番です」完全新撮スペシャル!(2021年) - 赤池美里
- 頭に来てもアホとは戦うな!（2019年） - 宮西シオン
- 私たちはどうかしている（2020年） - 「白藤屋」女将
- 真犯人フラグ 特別編（2021年12月26日） - 赤池美里[20]
- THE MYSTERY DAY〜有名人連続失踪事件の謎を追え〜（2023年10月7日） - 工藤百合 役[21]

#### TBS
- ケイゾク（1999年） - 今井夏紀
- L×I×V×E（1999年）
- 池袋ウエストゲートパーク（2000年） - キャシー
- マリア（2001年）
- 木更津キャッツアイ（2002年）
- Stand Up!!（2003年）
- 冗談でしょッ!離婚予定日（2004年）
- スイート10〜最後の恋人〜（2008年）
- おちゃべり（2009年） - 宮西香梨
- 月曜ゴールデン「大家だけが知っている～幸多福子の下町事件簿～」（2010年）
- あぽやん〜走る国際空港（2013年） - カシワハルミ
- コウノドリ（2015年）
- A LIFE〜愛しき人〜（2017年） - 西山弥生
- THE GOOD WIFE / グッドワイフ（2019年） - 脇坂怜子
- 俺の家の話（2021年） - 玉川マリ子
- 最愛 (2021年）- 海野こずえ

#### フジテレビ
- 踊る大捜査線 秋の犯罪撲滅スペシャル（1998年）
- ラブコンプレックス（2000年） - 信者
- 演技者。（2002年）
  - 「黒いハンカチーフ」 - 夢子
  - 「ミツオ」- コブラの母
- 聴覚室「恐怖編」「笑い編」（2002年）
- 東京湾景〜Destiny of Love〜（2004年）
- 久本ドラマ「殴る女」（2004年）
- 劇団演技者。「あたらしい生き物」（2005年） - 小野トキオの担任
- SP（2007年） - 森純子
  - SP スペシャルアンコール特別編（2008年）
  - SP 革命前日 Pre Episode VI（2011年）
- 絶対彼氏〜完全無欠の恋人ロボット〜（2008年） - 吉岡鉄子
- モンスターペアレント（2008年） - モンスターペアレント・和子
- 世にも奇妙な物語
  - 春の特別編 (2009年)「クイズ天国・クイズ地獄」（2009年） - 女警備員
  - 春の特別編 (2017年)「カメレオン俳優」（2017年） - ドクター春間
- BOSS（2009年） - 野口葉子
- 誰(タレ)よりも君を愛す!（2011年） - マヤ
- 絶対零度〜特殊犯罪潜入捜査〜（2011年） - 猪原恵美
- 怪盗ハンサム（2011年、東海テレビ）
- 君は空を見てるか（2011年）
- ビブリア古書堂の事件手帖（2013年） - 玉岡小百合
- テディ・ゴー!（2015年） - 山瀬厚子
- 営業部長 吉良奈津子（2016年） - 玉垣ひとみ
- 健康で文化的な最低限度の生活 最終話（2018年、関西テレビ） - 桑田美希
- 突然コマーシャルドラマ 名探偵コジン （2018年）
- ほんとにあった怖い話 20周年スペシャル「机と海」（2019年）
- モトカレマニア 第5話、第8話（2019年）
- シャーロック 第9話（2019年）- 中原聖子
- 青のSP―学校内警察・嶋田隆平―（2021年、関西テレビ） - 福島美津子[22]
- リカ〜リバース〜（2021年3月20日 - 4月3日、東海テレビ・フジテレビ系） - 桑原清美
- やんごとなき一族 第1話・第2話・第6話（2022年4月21日・28日・5月26日）- 冬美
- あたりのキッチン!（2023年10月14日 - 12月23日、東海テレビ） - 楠木ハル 役[23][24]

#### テレビ朝日
- 六本木キャバクラ天使（1999年） - 花子
- スタイル!（2000年）
- 石橋を叩いて笑う〜ゴッホの耳〜 2（2003年）
- 特命係長 只野仁 2ndシーズン（2003年）- 医師
- 下北サンデーズ（2006年）
- スシ王子!（2007年） - 河原志麻子
- 音女（2008年）
- 仮面ライダーW（2010年） - 唐木田有紀
- 警部補 矢部謙三（2010年） - 下村聡子
- 刑事定年（2010年） - 大場カズ子
- 霧の旗（2014年） - 淑子ママ
- エイジハラスメント 第3話（2015年）
- 民王（2015年） - 武藤綾
  - 民王スペシャル〜新たなる陰謀〜（2016年）
  - 民王R（2024年）[25]
- グッドパートナー 無敵の弁護士（2016年） - 美山亜希子
- 相棒 season16（2018年）第15話 - 矢部初子
- ハゲタカ（2018年）  - 嶋田寛子
- 科捜研の女 （2019年） - 久野幸子
- ケイジとケンジ〜所轄と地検の24時〜（2020年） - 持丸栄 役
  - ケイジとケンジ、時々ハンジ。（2023年）
- 妖怪シェアハウス 第7話（2020年9月12日） - 黄泉醜女 役
  - 妖怪シェアハウス-帰ってきたん怪- 第7話（2022年5月21日）
- ドクターY〜外科医・加地秀樹〜 （2020年10月4日）- 明日原和子 役
- 土曜ワイド劇場
  - 「100の資格を持つ女〜ふたりのバツイチ殺人捜査〜4」（2010年） - 和田真智子
  - 「人類学者・岬久美子の殺人鑑定」（2010年 - ） - 織田康恵
- コタローは1人暮らし（2021年） - 岡朝子
- 漂着者（2021年） - 藤沼恵美子

#### テレビ東京
- 天国までの百マイル（2001年）
- ドラマスペシャル「ラブ・レター」（2003年）
- ハッピィ★ボーイズ（2007年） - 愛川ゆりえ
- スケート靴の約束〜名古屋女子フィギュア物語〜（2013年） - 佐伯元子
- バイプレイヤーズ Season2 劇中劇「しまっこさん」（2018年） - 島マダム2
- ウレロ☆未開拓少女 第3話（2019年） - 大城
- 30歳まで童貞だと魔法使いになれるらしい（2020年) - 寺島部長
- ひねくれ女のボッチ飯 最終話（2021年） - マダム
- 先生のおとりよせ 第6話・第9話（2022年） - 中田の母
- 孤独のグルメ Season10 第5話（2022年） - 「いづみ亭」女将 役
- バンカケ〜警視庁自動車警ら隊（2023年） - 望月早苗 役[26]

#### WOWOW
- 連続ドラマW
  - 血の轍 第1話（2014年）
  - メガバンク最終決戦（2016年）
  - コールドケース2 〜真実の扉〜 第8話（2018年）- 定岡聖子
  - 湊かなえ ポイズンドーター・ホーリーマザー 第3話 「罪深き女」（2019年）
  - インフルエンス 第2話（2021年）- 岡尾直子
  - トッカイ～不良債権特別回収部～ 第3話・第5話（2021年）
- ワケあって火星に住みました〜エラバレシ4ニン〜 第3話（2021年）- 立松

### 配信ドラマ
- 神児遊助のげんきのでる恋（2009年、Bee TV）- 留美子
- AKB48総選挙スキャンダル アキバ文書（2016年、Amazonプライム・ビデオ)
- あなたの番です 扉の向こう（2019年、Hulu)
- ホットママ（2021年、Amazonプライム・ビデオ) - 元哉の母親
- 花輪せんせいは半人前!?（2021年、TELASA)
- 金魚妻（2022年、Netflix）- メイ 役[27]
- 御手洗家、炎上する（2023年7月13日、Netflix） - ムジナ 役

### ラジオドラマ
- S21スネークマンショー21（2002年、TBSラジオ）
- 貫地谷しほりのラジオ劇団・小さな奇跡（2009年、TOKYO FM）- レギュラー
- 青春アドベンチャー （NHK-FM）
  - 『あずかりやさん』（2019年11月11日 - 15日）[28]

### アニメ
- 雪の夜の話（2009年、NHK BS2）- 嫂 役

### CM
- JXTGエネルギー「ENEOSでんき」
- 花王「ビオレu」 - ビオレママ（声の出演）

### その他
- バットマン（WOWOW版）- 声優
- グループ魂 MARCH731 （2000年7月31日、赤坂BLITZ）- ライブ出演
- CLUBKING and TOWER RECORDS presents Live! Comedy Club King 第一回「実録！コメディー番組収録現場」（2003年7月18日、タワーレコード渋谷店 B1F STAGE ONE）- イベント出演